# Chiesa di San Michele a Rupecanina
La chiesa di San Michele a Rupecanina si trova nel comune di Vicchio. 

## Storia e descrizione
Essa fu sotto il patronato dei conti Guidi che avevano qui il  castrum  di Ripa canina o Rabbia canina. Della chiesa si ha memoria fino dal 1333, epoca della quale essa conserva tre mensoline.
All'interno si trova un dipinto della Vergine, un Crocifisso, due quadri (Sant'Antonio e la Santa Vergine del Rosario con San Bernardino): questi quadri hanno perduto la loro cornice originale durante la guerra.
Nel popolo di San Michele a Rupecanina nacque il Beato Angelico.